# Пйотровиці-Кольонія
Пйотровиці-Кольонія (пол. Piotrowice-Kolonia) — село в Польщі, у гміні Ґарбув Люблінського повіту Люблінського воєводства.
Населення — 121 особа (2011).

## Демографія
Демографічна структура станом на 31 березня 2011 року:
|          | Загалом | Допрацездатний вік | Працездатний вік | Постпрацездатний вік |
| -------- | ------- | ------------------ | ---------------- | -------------------- |
| Чоловіки | 58      | 12                 | 40               | 6                    |
| Жінки    | 63      | 14                 | 36               | 13                   |
| Разом    | 121     | 26                 | 76               | 19                   |